# Aliens versus Predator 2
Aliens versus Predator 2 (również jako Aliens vs. Predator 2) – gra komputerowa stworzona przez studio Monolith i wydana przez Sierrę w 2001 roku. Dystrybucją zajął się Fox Interactive. Gra jest kontynuacją Aliens versus Predator z 1999 roku, która luźno opierała się na seriach filmów Obcy oraz Predator. Podobnie jak poprzedniczka, Aliens vs. Predator 2 jest FPSem, który daje możliwość wyboru pomiędzy trzema rasami: ludzi, obcych i predatorów, z których każda posiada własny odrębny zestaw broni i możliwości. Wątki każdej z nacji splatają się w fabule gry na planecie LV-1201. Do stworzenia gry użyto rozbudowanej wersji silnika Lithtech 2.2 nazwanego Lithtech Talon.